# لویبسدورف
لویبسدورف (به آلمانی: Leubsdorf) یک شهر در آلمان است که در Neuwied واقع شده‌است. لویبسدورف ۱٬۶۸۹ نفر جمعیت دارد.